# Goede tijden, slechte tijden (seizoen 6)
Het zesde seizoen van Goede tijden, slechte tijden startte op 28 augustus 1995. Het seizoen werd elke werkdag uitgezonden op RTL 4. In augustus 2012 werd het volledige seizoen uitgebracht op dvd.

## Geschiedenis
In dit seizoen zond de soap de 1.000ste aflevering uit, waarin het personage Frits van Houten overleed. Uiteindelijk wordt zijn secretaresse Hannie van der Kroeft veroordeeld, maar pas tien jaar later krijgt deze verhaallijn een vervolg. Inmiddels zijn de kinderen van Frits dan volwassen en hebben vragen over hun vader.
In verband met de zwangerschap van Chris Jolles werd de rol van Dian Alberts tijdelijk overgenomen door Lotte van Dam, die van 1991 tot 1993 ook de rol van Dian vertolkte. Speciaal voor deze tijdelijk overname verfde Van Dam haar haren rood.

## Rolverdeling
Het zesde seizoen telde 200 afleveringen (aflevering 946-1145)

### Aanvang
| Acteur                   | Personage         | Afleveringen               |
| ------------------------ | ----------------- | -------------------------- |
| Reinout Oerlemans        | Arnie Alberts     | 946–1067 • 1079–1145       |
| Ingeborg Wieten          | Suzanne Balk      | Hele seizoen               |
| Jette van der Meij       | Laura Selmhorst   | Hele seizoen               |
| Wilbert Gieske           | Robert Alberts    | Hele seizoen               |
| Babette van Veen         | Linda Dekker      | Hele seizoen               |
| Wim Zomer                | Daniël Daniël     | Hele seizoen               |
| Brûni Heinke             | Helen Helmink     | Hele seizoen               |
| Bartho Braat             | Jef Alberts       | Hele seizoen               |
| Casper van Bohemen       | Frits van Houten  | 946–1001                   |
| Sabine Koning            | Anita Dendermonde | Hele seizoen               |
| Guusje Nederhorst        | Roos de Jager     | Hele seizoen               |
| Caroline De Bruijn       | Janine Elschot    | Hele seizoen               |
| Paul Groot               | Stan Nijholt      | Hele seizoen               |
| Jimmy Geduld             | Arthur Peters     | Hele seizoen               |
| Hilde de Mildt           | Sylvia Merx       | Hele seizoen               |
| Wik Jongsma              | Govert Harmsen    | Hele seizoen               |
| Bennie den Haan          | Remco Terhorst    | 946–1060                   |
| Chris Jolles             | Dian Alberts      | Hele seizoen               |
| Katja Schuurman          | Jessica Harmsen   | Hele seizoen               |
| Carola Gijsbers van Wijk | Wil de Smet       | 946–954 • 1029–1090 • 1145 |

### Nieuwe rollen
De rollen die in de loop van het seizoen werden geïntroduceerd als belangrijke personages
| Acteur        | Personage         | Afleveringen |
| ------------- | ----------------- | ------------ |
| Ferri Somogyi | Rik de Jong       | 959–1145     |
| Erik de Vogel | Ludo Sanders      | 1059–1145    |
| Angela Schijf | Kim Verduyn       | 1103–1145    |
| Anja Winter   | Mira Brandts Buys | 1134–1145    |
| Cas Jansen    | Julian Verduyn    | 1143–1145    |

### Terugkerende rollen
De rollen die in de loop van het seizoen terugkwamen na een tijd afwezigheid
| Acteur            | Personage     | Afleveringen |
| ----------------- | ------------- | ------------ |
| Antonie Kamerling | Peter Kelder  | 946-965      |
| Reyhan Erdogan    | Fatima Yilmaz | 1135–1145    |